# امبسطي

تعديل مصدري - تعديل

امبسطي هي إحدى قرى عزلة أحور بمديرية أحور التابعة لمحافظة أبين، بلغ تعداد سكانها 527 نسمة حسب تعداد اليمن لعام 2004.